# Aphanius transgrediens
Espèce
Synonymes
- Aphanius anatoliae transgrediens[1]
- Lebias transgrediens (Ermin, 1946)[2] [1]
- Turkichthys transgrediens Ermin, 1946[1]

Répartition géographique
Statut de conservation UICN

 CR B1ab(i,ii,iii,iv,v)+2ab(i,ii,iii,iv,v) : 
En danger critique
Aphanius transgrediens est une espèce de poissons de la famille des Cyprinodontidae.

## Systématique
L'espèce Aphanius transgrediens a été initialement décrite en 1946 par le zoologiste et microbiologiste turc Recai Ermin (d) (1913-2003) sous le protonyme de Turkichthys transgrediens.

## Distribution
Aphanius transgrediens est endémique du bassin versant du lac Acıgöl à l'ouest des monts Taurus en Turquie. Il fait partie de la liste des 100 espèces les plus menacées au monde établie par l'UICN en 2012.

## Description
Aphanius transgrediens peut mesurer jusqu'à 54 mm de longueur totale et son poids maximal enregistré est de 2,44 g. Il s'agit d'une espèce non-migratrice qui tolère une plage de températures allant de 16 à 24 °C. Son maintien en aquarium est extrêmement difficile.

## Étymologie
Son épithète spécifique, du latin transgrediens, « intermédiaire », lui a été donné en référence à ses caractéristiques comprises entre les genres Aphanius et Anatolichthys.

## Publication originale
- (tr) R. Ermin, « Cyprinodontid'lerde pul reduksiyonu. Schuppenreduktion bei Zahnkarpfen (Cyprinodontidae) », Revue de la Faculté des Sciences de l'Université d'Instanbul, Istanbul, b - Sciences Naturelles, vol. 11, no 4,‎ octobre 1946, p. 217-272.